# Klášter Klosterneuburg
Klášter Klosterneuburg (německy Stift Klosterneuburg) leží severozápadně od Vídně ve městě Klosterneuburg v Dolním Rakousku. Klášter patří Kongregaci rakouských augustiniánských kanovníků.
Založen byl na místě bývalého římského opevnění v roce 1114 markrabětem Leopoldem III. Babenberským. Podle legendy zde klášter Leopold založil kvůli nálezu svatebního závoje své manželky Anežky z Waiblingenu na rozkvetlém stromě, který jí před devíti lety odvál vítr z tváře. Během své historie byl klášter mnohokrát přestavován a přistavován, takže je dnes souborem středověkého, barokního i historizujícího slohu. Je významným centrem rakouského duchovního, ale i hospodářského života, protože vlastní jeden z nejstarších vinohradů v Rakousku a také je oblíbeným turistickým cílem.
Klášter vystavuje zejména rozsáhlé sbírky středověkého umění. Zpřístupněny byly již roku 1774 proboštem Ambrosem Lorenzem, čímž se jedná o jednu z nejstarších galerií světa. K exponátům patří Verdunský oltář z roku 1181, díla Mikuláše z Verdunu  či gotická socha zvaná Klosterneuburská Madona z přelomu 13. a 14. století. 
V tomto klášteře studovala velká část budoucích kněží německé národnosti z Čech a Moravy, v období mezi dvěma válkami byla třetina zdejších seminaristů z Československa.